# Pagida
Genre
Synonymes
- Palaephatus Thorell, 1890 nec Butler, 1883

Pagida est un genre d'araignées aranéomorphes de la famille des Thomisidae.

## Distribution
Les espèces de ce genre se rencontrent en Asie du Sud-Est et en Asie du Sud.

## Liste des espèces
Selon World Spider Catalog (version 18.0, 16/02/2017) :
- Pagida minuta Benjamin & Clayton, 2016
- Pagida pseudorchestes (Thorell, 1890)
- Pagida salticiformis (O. Pickard-Cambridge, 1883)

## Publication originale
- Simon, 1895 : Histoire naturelle des araignées. Paris, vol. 1, p. 761-1084 (texte intégral).